# Zeshuizen
Zeshuizen, in het Gronings ook wel Zeshoeskes genoemd, is een voormalig gehucht in de gemeente Eemsdelta in de Nederlandse provincie Groningen. Het moest in de jaren 1960 wijken voor de bouw van het Delfzicht Ziekenhuis in Delfzijl-West. Langs Zeshuizen liepen de treinen van de spoorlijn Zuidbroek - Delfzijl en het Woldjerspoor.
Groningen: Steden en dorpen      Nederland: Provincies · Gemeenten